# 铬酸钙
铬酸钙（ CaCrO4 ）是亮黄色固体，通常以二水合物形式存在，但作为色素的非常罕见的天然（矿物）形式是无水的。有较大毒性。 

## 性质
铬酸钙的水合物在200 ℃时失水。与有机物质或还原剂反应产生三价铬。固体会与肼发生爆炸性反应。如果与硼混合并点燃，可发生剧烈燃烧。

## 用途
可用作颜料、缓蚀剂、电镀、光化学处理和工业废物处理 。 